# Joe Pace
Joseph Pace, detto Joe (New Brunswick, 18 dicembre 1953), è un ex cestista statunitense, professionista nella NBA e in Italia.

## Caratteristiche tecniche
Giocatore dotato di una fisicità esuberante, aveva un carattere difficile che gli procurò non pochi problemi.

## Carriera
Centro di 2,08 cm, studia alla Coppin State University da cui esce nel 1976 per essere chiamato dai Washington Bullets al draft NBA di quell'anno. Nella capitale statunitense rimane due anni, culminati con il titolo NBA vinto al termine di gara-7 della finale contro i Seattle SuperSonics.
Nell'agosto 1978 viene firmato dai Boston Celtics, con cui non disputerà alcuna partita. Terminata così la carriera professionistica negli Stati Uniti, approda alla Scavolini Pesaro guidata da Carlo Rinaldi, disputando un campionato fatto di alti e bassi: durante la sua parentesi pesarese è stato protagonista di alcuni eccessi fuori del campo che lo hanno portato a essere ricoverato in ospedale e ad avere problemi giudiziari per droga.
Ha poi proseguito la sua carriera tra Inghilterra, Messico, Venezuela e Argentina.

## Dopo il ritiro
Dopo aver giocato a basket in ogni parte del mondo, in Argentina subì un serio infortunio alla schiena che lo costrinse a ritirarsi dall'attività. Tornato in patria le cose continuarono a peggiorare, passando da abusi di alcool e droghe a centri di riabilitazione; nel 2008 viveva a Seattle in un ricovero per senzatetto.

## Palmarès
- Campione NAIA (1976)
- Campionato NBA: 1

Washington Bullets: 1978